# Bawabiyah
Bawabiya (tiếng Ả Rập: بوابية) là một ngôi làng khoảng 35 kilômét (22 mi)từ Aleppo, Syria và khoảng 1,5 kilômét (0,93 mi)ra đường đến Damascus.